# Grażyna Mackiewicz
Grażyna Mackiewicz, właśc. Anna Grażyna Mackiewicz, także Grażyna Żuchowska (ur. 11 sierpnia 1892 w Moskwie, zm. 15 sierpnia 1962 w Łodzi) – polska malarka.

## Życiorys
Ukończyła naukę w gimnazjum francuskim w Moskwie oraz w instytucie w Nowoczerkasku. Następnie studiowała malarstwo u Franciszka Siedleckiego oraz Wincentego Wodzinowskiego, a także uczyła się w muzyki w krakowskim konserwatorium. W latach 1910–1913 podróżowała po Europie – przebywała we Francji, Niemczech, Szwajcarii oraz Włoszech. Podczas pobytu w Monachium studiowała pod kierunkiem Roberta Engelsa i Maxa Feldbauera.
Podczas I wojny światowej przebywała w Bogorodsku, gdzie uczyła muzyki oraz wyrabiała lalki. Do Polski przyjechała w 1925, zaś w 1927 zamieszkała w Łodzi, gdzie w 1932 była współzałożycielką ZPAP. Tam również prowadziła pracownię artystyczną wyrobów kościelnych wraz z Chwalisławem Zielińskim. Podczas II wojny światowej żyła z malarstwa – tworzyła portrety i pejzaże. W 1941 została wysiedlona do Warszawy, z której w 1945 powróciła do Łodzi. Podjęła wówczas pracę inspektora do spraw plastyki w Wydziału Kultury Urzędu Wojewódzkiego i prowadziła pracownię z Zielińskim.

### Życie prywatne
Była córką Aleksandra Żyrkiewicza i Fortunaty z domu Dunin-Żuchowskiej. W latach 1912–1944 była żoną Witolda Mackiewicza.
Została pochowana na Starym Cmentarzu w Łodzi.

## Twórczość
Zajmowała się głównie malarstwem sztalugowym. Przed II wojną światową wystawiała pod nazwiskiem Żuchowska. Do 1939 prezentowała swoje prace m.in. na wystawach ZPAP w Łodzi (1935, 1936). Po wojnie uczestniczyła w wystawach okręgu Łódzkiego ZPAP (1947, 1950, 1953, 1954, 1956, 1958, 1961). Uczestniczyła także w I Ogólnopolskiej Wystawie Plastyki w Warszawie (1950). Zajmowała się także ceramiką oraz projektowaniem biżuterii dla Centrali Przemysłu Ludowego i Artystycznego.

### Obrazy
Jako malarka, współpracowała głównie z Chwalisławem Zielińskim. Uprawiała głównie malarstwo sztalugowe. Do II wojny światowej wystawiała swoje obrazy pod nazwiskiem Żuchowska. Do jej obrazów należały m.in.:
- „Danek” (1936),
- „Inek” (1936),
- „Kwiaty” (farby olejne, 1947),
- „Hanka” (pastele, 1950),
- „Studentki” (farby olejne, 1950),
- „Zbigniew Szymonowicz” (farby olejne, 1953),
- „Portret Heleny Kijeńskiej-Dobkiewiczowej” (węgiel, 1954),
- „Aktor i lalka” (z Henrim Poulainem, farby olejne, 1954),
- „Józef Pilarski” (sangwina, 1956),
- „Kwiaty” (technika mieszana 1956),
- „Budowa Starego Miasta” (akwarele, 1958),
- „Rynek Starej Łodzi” (farby olejne 1961),
- „Kamieniołomy w Sulejowie” (z Henrim Poulainem, farby olejne, 1950),
- „Studium” (farby olejne, 1950),
- „Portret Aleksandra Puszkina dla TPPR”,
- Profesorowie i wychowankowie PWSSP w Łodzi[2].